# Vorticifex effusa
Vorticifex effusa е вид охлюв от семейство Planorbidae. Видът не е застрашен от изчезване.

## Разпространение и местообитание
Разпространен е в САЩ (Айдахо, Вашингтон, Калифорния и Орегон).
Обитава крайбрежията на сладководни басейни, реки и потоци.

## Описание
Популацията на вида е стабилна.